# Richmond Heights (Missouri)
Richmond Heights és una població dels Estats Units a l'estat de Missouri. Segons el cens del 2000 tenia 9.602 habitants.

## Demografia
Segons el cens del 2000, Richmond Heights tenia 9.602 habitants, 4.647 habitatges, i 2.202 famílies. La densitat de població era de 1.618,9 habitants per km².
Per edats la població es repartia de la següent manera: un 19,2% tenia menys de 18 anys, un 9% entre 18 i 24, un 36% entre 25 i 44, un 21% de 45 a 60 i un 14,7% 65 anys o més.
L'edat mediana era de 36 anys. Per cada 100 dones de 18 o més anys hi havia 80,1 homes.
La renda mediana per habitatge era de 50.557 $ i la renda mediana per família de 69.681 $. Els homes tenien una renda mediana de 47.536 $ mentre que les dones 35.407 $. La renda per capita de la població era de 37.217 $. Entorn del 4,4% de les famílies i el 7,3% de la població estaven per davall del llindar de pobresa.

## Poblacions més properes
El següent diagrama mostra les poblacions més properes.